# Капонг
Капонг (Kapóng) — карибский язык, на котором говорят в основном в Гайане и Венесуэле. У языка есть две разновидности: акавайо (Acahuayo, Acawayo, Acewaio, Akawaio, Akwaio, Akawai, Kapóng, Patamona, Ingariko, Ingarikó, Waicá, Waika), распространён в бассейне реки Масаруни, севернее города Патамона, в Гайане, в резервации Рапоса-Серра-ду-Сол, около реки Котинго, в штате Рорайма в Бразилии, около границы реки Амакуро-Дельта штата Монагас; в районе реки Камаранг штата Боливар в Венесуэле. Вторая разновидность — диалект патамона (Eremagok, Ingariko, Kapon), который распространён в около 13 деревнях на возвышенной саванне в горах Серра-Пакарайма на западе Центральной Гайаны, в резервации Рапоса-Серра-ду-Сол на севере штата Рорайма в Бразилии, на восточной границе Гайаны с Бразилией в Венесуэле.